# جوسي ريفيرا
جوسي ريفيرا (بالإنجليزية: José Rivera) (و. 1955  م) هو كاتب سيناريو، وكاتب من الولايات المتحدة، وبورتوريكو، ولد في سان خوان، بورتوريكو.

## التعليم
تعلم في جامعة دنيسون ‏
.

## وصلات خارجية
- جوسي ريفيرا على موقع IMDb (الإنجليزية)
- جوسي ريفيرا على موقع قاعدة بيانات الأفلام العربية
- جوسي ريفيرا على موقع ألو سيني (الفرنسية)
- جوسي ريفيرا على موقع أول موفي (الإنجليزية)
- جوسي ريفيرا على موقع قاعدة بيانات الأفلام السويدية (السويدية)
- جوسي ريفيرا على موقع قاعدة بيانات الفيلم (الإنجليزية)
- جوسي ريفيرا على موقع كينوبويسك (الروسية)
- جوسي ريفيرا على موقع كينوبويسك (الروسية)